# Carogambiet
Het Carogambiet is bij de opening van een schaakpartij een variant in de Ponzianiopening. Het heeft de beginzetten:
1. e4 e5
2. Pf3 Pc6
3. c3 (de Ponziani) d5
4. Da4